# Lagoa Santa (Minas Gerais)
Lagoa Santa é um município brasileiro do estado de Minas Gerais, localizado na Região Metropolitana de Belo Horizonte. Lagoa Santa encontra-se a 800 metros de altitude, possui 231,9 km² de área e uma população de 75 145 habitantes em 2022. Está localizado a 35 km de Belo Horizonte.
Lagoa Santa se situa em região de relevo cárstico, apresentando notório patrimônio natural, espeleológico, paleontológico, arqueológico, histórico e cultural. A cidade conta com diversas descobertas e pesquisas científicas empreendidas na região desde o século XIX, tendo o dinamarquês Dr. Lund como pioneiro nesses estudos. Em Lagoa Santa  Lund encontrou restos esqueletais de humanos e da antiga fauna pleistocênica. Na década de 1970 pesquisas arqueológicas na região foram responsáveis pela descoberta de "Luzia", o crânio humano mais antigo encontrado na América, datado em aproximadamente em 11.500 anos. Em junho de 2018 foram encontrados 39 esqueletos humanos com idades entre 8 mil e 11 mil anos na Lapa do Santo
Os trabalhos realizados em Lagoa Santa contribuem para diversos ramos do conhecimento, com estudos de relevância nas áreas de espeleologia, arqueologia, botânica, ecologia, geografia, geologia, antropologia e etc.

## História

### Bandeira de Fernão Dias

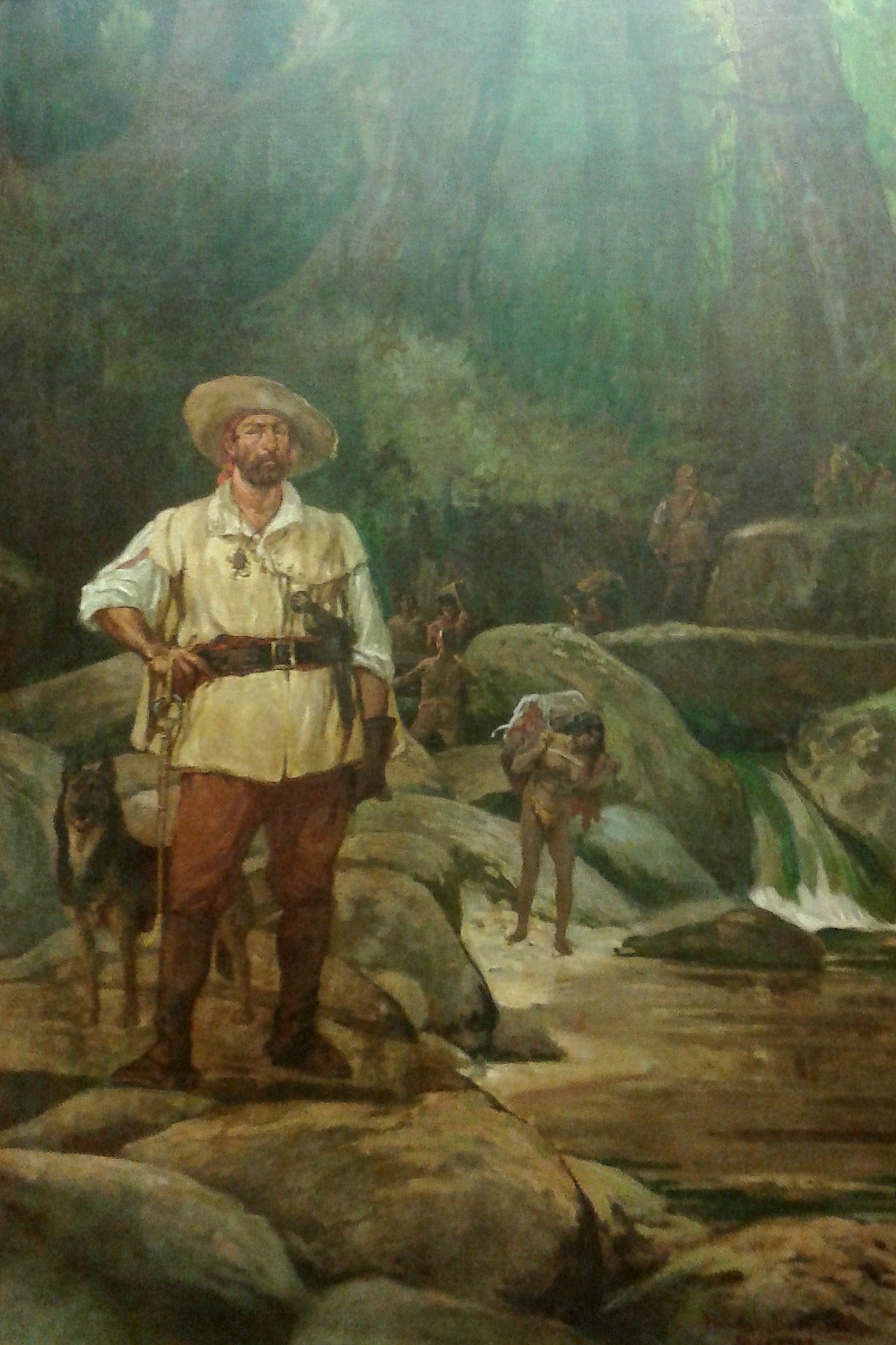
Bandeirante Fernão Dias Paes Lemes

A colonização recente da região de Lagoa Santa se dá ao final do século XVII, associada a chegada da bandeira de Fernão Dias Paes Leme que subiu o Rio das Velhas em busca de metais e pedras preciosas.  A Bandeira de Fernão Dias Paes Leme, partiu em julho de 1674 de São Paulo se instalando na região hoje conhecida por Sumidouro, onde chegaram por volta de 1675, desbravando durante 7 anos a região da cabeceira do Rio das Velhas, com rumo ao norte. Essa bandeira protagonizou eventos dramáticos como a execução de José Dias, levado à forca por ordem do pai, Fernão Dias, pela acusação de conspiração, e o assassinato do fidalgo Dom Rodrigo Castel Blanco, elevado pelo “administrador geral das minas que se encontrassem descobertas e por se descobrir”. Castel Blanco entrou em confronto com Manuel da Borba Gato que com a morte de Fernão Dias seu sogro, se viu detentor de seus poderes e não estava disposto a se subjugar ao mesmo, visto por ele como um usurpador das conquistas obtidas pela bandeira de Fernão Dias.

### Origem da Cidade de Lagoa Santa
A ocupação da região de Lagoa Santa próxima à lagoa natural chamada "Lagoa Santa" se dá por volta de 1733, quando Felipe Rodrigues se estabelece em seu entorno, erguendo ali um pequeno engenho para produção de aguardente. Foi Felipe Rodrigues o primeiro a citar os poderes curativos da água da Lagoa, relatando ao Frei Antonio de Miranda, de Sabará,  que ao lavar os eczemas de sua perna, sentiu-se aliviado de suas dores e obteve a cicatrização de suas feridas. Até 1749 não se tem notícias de povoamento ostensivo, o que se altera a partir dessa data com relatos das mais diversas curas operadas pelas águas da Lagoa, registrados por João Cardoso de Miranda, em seu opúsculo “Prodigiosa Lagoa Descuberta nas Congonhas das Minas do Sabará, que tem curado várias pessoas dos achaques que nessa relação se expõe”,  de 1749.
A fama das curas operadas pelas águas da Lagoa Santa, cruzou o oceano atlântico chegando a capital portuguesa, Lisboa, onde sua comercialização em barris chegou a ocorrer, sendo posteriormente contestada pelo rei, em vista dos prejuízos decorrentes da disputa comercial com as águas de Caldas.

A partir de 1749 com a chegada à Lagoa Santa de novos habitantes atraídos pela esperança da cura, surgiu à necessidade de se erguer uma capela dedicada a Nossa Senhora da Saúde, cuja provisão foi obtida em 2 de maio de 1749. Em torno de 1750 é chamado para vir à região o ouvidor de Sabará, Manuel Nunes Velho, responsável por demarcar o local para erguimento da capela, e a disposição do arruamento e dos locais para banho, designando para tal Faustino Pereira da Silva como executor de suas decisões. Desde então a cidade de Lagoa Santa se desenvolve em torno da Lagoa Santa e de seus mitos. A perenidade da lagoa é atestada pelos relatos dos naturalistas viajantes, desde o século XVII. Sua profundidade não ultrapassa três metros, sendo que, a aproximadamente 40 metros de sua base, encontra-se um aquífero que contribui para a sua existência. E também, em grande parte, alimentada por águas pluviais e de vários córregos (ribeirões). Seu formato é triangular e, no período das cheias, seu vertedouro lança suas águas no Rio das Velhas através do Córrego do Bebedouro.

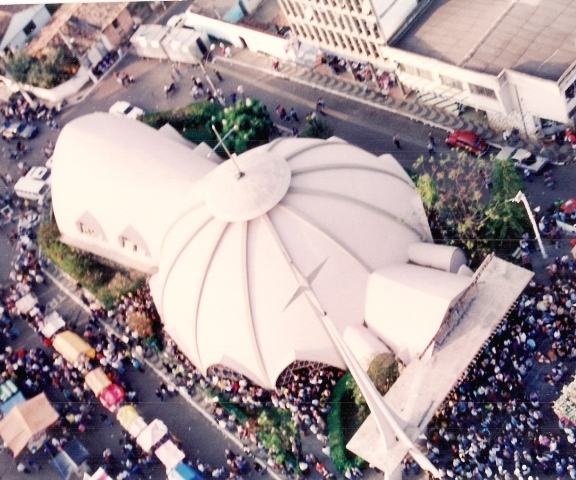
Igreja Nossa Senhora da Saúde.

A  freguesia de Nossa Senhora da Saúde de Lagoa Santa foi criada somente em 1823 separando-se então da Freguesia de Santo Antônio da Roça Grande. A construção da igreja matriz de Nossa Senhora da Saúde se dá em 1819, sendo que a criação do distrito se dá em 1891, inicialmente ligado ao município de Sabará e que posteriormente, a partir da Lei Estadual n.843 de 1923 passaria a subordinar-se a Santa Luzia do Rio das Velhas, atual Santa Luzia. A elevação de Lagoa Santa à categoria de cidade se dá através Decreto-Lei n.148, de 17 de dezembro de 1938, considerando apenas o distrito da cidade, sendo que através da Lei n.1039, de 12 de dezembro de 1953, incorporavam-se ao município os distritos de Lapinha e Confins. Em 1995 através da Lei estadual nº 12030, se desmembra do município o distrito de Confins, que se eleva a categoria de município. Segundo divisão territorial datada em 1995 o município se constitui em dois distritos: Lagoa Santa e Lapinha, tendo posteriormente a criação do distrito de Lagoinha de Fora pela lei nº 1334.

### Revolução de 1842
Em meados de  região de Lagoa Santa foi palco de combates da Revolução Liberal de 1842. Nos dias de 4 e 5 de Agosto de 1842, no arraial de Lagoa Santa, a força insurgente liberal, resistiu tenazmente ao ataque dos legalistas que, apesar da vantagem numérica e de equipamentos, viram seu comandante Coronel Pacheco ser ferido ao início da batalha. Registros ainda revelam o movimento na cidade de Lagoa Santa “(...) a população apoiava abertamente os rebeldes, ajudando a distribuição de munição, durante as pelejas (...)". Após o ocorrido, em 6 de Agosto, o destacamento que tinha resistido tão bravamente no Arraial de Lagoa Santa se viu obrigado a se dispersar, em função da falta de provisões e reforços. Posteriormente, em 20 de agosto, após a derrota dos liberais na batalha de Santa Luzia, parte das tropas insurgentes se retiram tomando o caminho de Lagoa Santa, o que mostra o engajamento da população na causa liberal. As batalhas na região do município ocorreram nas proximidades da Lagoa Santa, na então Mata da Jangada (atual Horto).

### Peter Wilhelm Lund

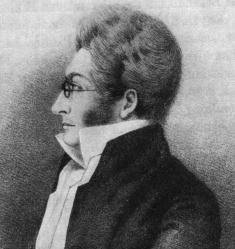
Peter Wilhelm Lund

Nascido em Copenhague, Lund chegou ao Brasil pela primeira vez em 1825, em busca de ares mais puros para sua saúde debilitada. Durante sua primeira estadia, que durou até 1829, ele se dedicou ao ofício de naturalista nos arredores da cidade do Rio de Janeiro, coletando e estudando espécimes de formiga, moluscos e urubus (Piló e Neves, 2002). Após passar quatro anos na Europa, mostrando aos seus pares o resultado de suas pesquisas nos trópicos, Lund retornou ao Brasil. Entretanto, na segunda visita, ele não se alojou no litoral, mas sim no interior do Estado de Minas Gerais, na região de Lagoa Santa. As riquezas geológicas, paleontológicas e arqueológicas fascinaram-no de tal forma que se estabeleceu definitivamente na região, onde viria a morrer em 1880 (Hurt e Blasi, 1969; Piló e Auler, 2002; Luna, 2007).

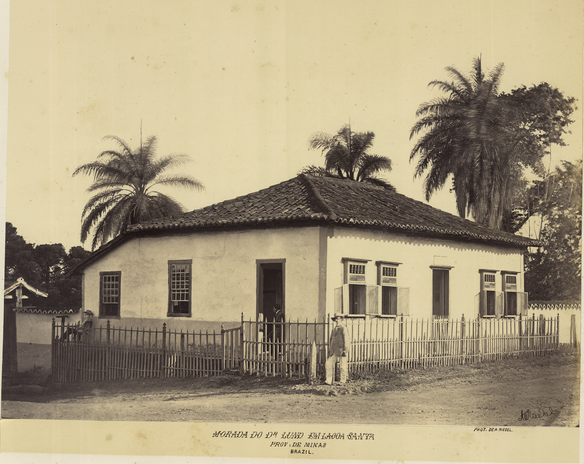
Residência de Lund em Lagoa Santa, c. 1868-1869

Entre 1835 e 1843, o naturalista dinamarquês e seu assistente e ilustrador, P. Andreas Brandt, visitaram mais de 800 cavernas, identificando material paleontológico em pelo menos 70 delas, em seis das quais também encontraram remanescentes esqueletais humanos. A partir desses achados foram identificados mais de 100 gêneros e 149 espécies de animais, sendo 19 gêneros e 32 espécies extintas (Cartelle, 1994). Entretanto, entre as inúmeras lapas, grutas e cavernas por eles exploradas, nenhuma foi tão importante como a gruta localizada na base do maciço da Lagoa do Sumidouro. Na maior parte do tempo, essa gruta fica alagada, tornando impossível qualquer tipo de exploração do seu interior. Ainda assim, durante eventos de seca intensa que ocorrem a cada 30 anos, o nível freático fica tão baixo que é possível entrar nela. Em 1842 e 1843, durante um desses grandes períodos de seca, Lund e Brandt escavaram os depósitos subterrâneos da gruta do Sumidouro, que já desconfiavam serem muito antigos (Neves et al., 2007a). Neles, Lund e Brandt encontraram ossos humanos de muitos indivíduos, associados a ossos de animais extintos, convencendo-os da antiguidade temporal do homem americano.
Foi nessa mistura de espécies extintas e ainda vivas que apareceram os restos enigmáticos do cavalo e do homem, todos no mesmo estado de decomposição, de modo a não deixar nenhuma dúvida sobre a coexistência desses seres cujos restos foram enterrados juntos.
Portanto, mais de três décadas antes que a comunidade norte-americana sequer começasse a cogitar a existência do Homem Glacial americano, e mais de meio século antes que as primeiras evidências nesse sentido fossem geradas, Peter Wilhelm Lund já estava convencido de que os primeiros americanos eram tão antigos que haviam convivido com os grandes animais extintos (Neves et al., 2007b).
Peter Wilhelm Lund tinha como ilustrador oficial o norueguês Peter Andreas Brandt. Brandt nasceu em Trondheim. Chegou ao Brasil em 1835 onde assumiu o posto de ilustrador e assistente para o trabalho de Lund. Foi o primeiro a retratar a cidade de Lagoa Santa. Suas pinturas, desenhos e gravuras revelam um talento extraordinário e o colocam entre os melhores ilustradores de seu tempo. Ele ilustrou, redigiu e encadernou as teses de Peter W. Lund, além de organizar e catalogar o material encontrado por eles nos sítios arqueológicos no entorno da cidade. Peter Andreas Brandt fundou a primeira revista ilustrada na Noruega. Era professor de desenho e tem obras inéditas pintadas na região de Ringerike, obras estas que se encontram no Riksarkviet em Oslo. Ele nunca voltou a Noruega. Morreu em Lagoa Santa em 1864, deixando obra pequena mas de grande importância artística e científica para a cidade, bem como para a Dinarmarca e a Noruega.

## Patrimônio Arqueológico - Primeiras Ocupações Humanas

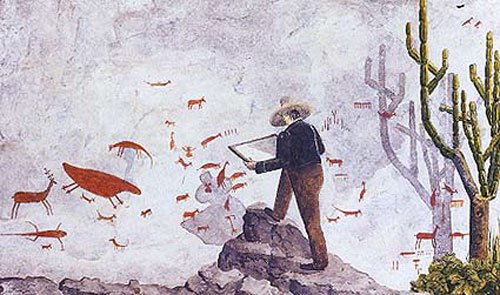
Registro de pinturas rupestres em Lagoa Santa por Peter Wilhelm Lund - Imagem de Peter Andreas Brandt

A região de Lagoa Santa se destaca em função do seu rico patrimônio arqueológico e paleontológico, contando com mais de 180 anos de pesquisas, e registros de ocupações humanas que remontam a 11.500 anos atrás. São diversos os vestígios e achados arqueológicos na região, que teve seus primeiros estudos realizados pelo dinamarquês Peter Wilhelm Lund no século XIX. Dr Lund também conhecido como pai da paleontologia brasileira residiu em Lagoa Santa por 44 anos, onde desenvolveu série de estudos, tendo visitado diversas grutas e reunido um expressivo acervo de achados paleontológicos e arqueológicos. Suas pesquisas na região deram e ainda dão visibilidade ao município em escala internacional, principalmente pela quantidade e significância desses achados. Dr Lund foi responsável pela descoberta de grande parte da fauna pleistocênica da região, além do famoso Homem de Lagoa Santa, propondo teorias sobre a convivência entre ambos. Lund estava acompanhado do norueguês Peter Andreas Brandt, um exímio artista, que além de registrar as escavações e achados operados pelo dinamarquês, deixou também um belo registro das paisagens da região de Lagoa Santa no séc. XIX. Os estudos de Lund contribuíram de forma significativa para diversas áreas do conhecimento, como a Paleontologia, Espeleologia, Arqueologia e Antropologia.  Suas pesquisas e análises  também foram de enorme importância para a Teoria de Evolução das Espécies, publicada em 1859 por Charles Darwin.

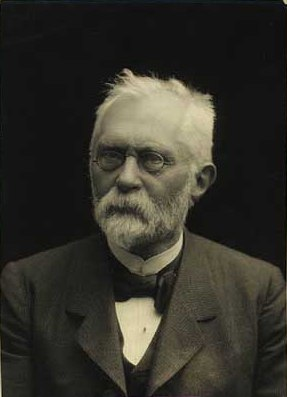
Eugenius Warming trabalhou com Peter Lund. Influenciado pela vegetação de Lagoa Santa, foi um dos fundadores da ecologia vegetal

A abundância de vestígios fósseis, e a importância conotada a esses vestígios pelas pesquisas empreendidas por Dr. Lund, atraíram desde metade do século XIX a atenção de uma série cientistas e naturalistas para Lagoa Santa. Dentre eles Warming que viveu na região durante 3 anos (entre 1863 e 1866) exercendo a função de secretário de Lund, e desenvolvendo aqui estudos pioneiros sobre as espécies do cerrado brasileiro, sendo reconhecido pelo seu livro “Lagoa Santa” como o pai da ecologia vegetal. Além de Warming diversos outros estudiosos e naturalistas passaram pela região no Século XIX, como Burmeister, Richard Burton, Agassiz, Riedel, dentre outros.
No século XX várias pesquisas foram desenvolvidas na região por outros pesquisadores, como Cássio H.Lannari por volta de 1909 e Padberg Drenkpol. Drenkpol dirigiu expedições do Museu Nacional do Rio de Janeiro à região de Lagoa Santa em 1926 e 1929, com objetivo de verificar a veracidade das teorias desenvolvidas por Dr. Lund a cerca da contemporaneidade da extinta fauna pleistocênica com o “Homem de Lagoa Santa”. Em 1956  a missão americano-brasileira liderada por Wesley Hurt empreendeu pesquisas no sítio arqueológico da Cerca Grande em Lagoa Santa, concluindo em seus estudos que as ocupações antigas na região de estariam em torno de 10 mil anos (Hurt & Blasi,1969). Outras pesquisas foram realizadas pela Academia de Ciências de Minas Gerais, onde Harold  Walter, Arnaldo Cathoud e Anibal Matos escavaram varias grutas e abrigos desde 1933, reunindo significativa coleção e publicando sobre seus achados até 1970.
No início da década de 1970 ocorreram na região pesquisas da missão franco-brasileira, coordenada pela arqueóloga francesa Annette Laming Emperaire, e com a participação de diversos paleontólogos e arqueólogos brasileiros e franceses, como André Prous e Niède Guidon. As pesquisas e escavações feitas por essa missão foram realizadas na Lapa Vermelha IV, e renderam um dos achados de maior destaque na região, um crânio humano que posteriormente seria conhecido na mídia como Luzia.
Foram estudos realizados por Walter Neves, do Laboratório de Estudos Evolutivos Humanos da USP/SP que revelaram características importantes das populações antigas de Lagoa Santa, demonstrando como sua morfologia craniana se assemelhava ao de grupos africanos e dos aborígenes australianos. Através desses estudos Walter Neves batizou o crânio encontrado pela missão franco-brasileira na década de 1970, com datações de 11.500 anos, de “Luzia”.  Segundo os indícios, as populações dessa primeira ocupação se caracterizavam como caçadores e coletores, apresentando um sistema de ocupação sazonal, e dieta que tomava como base a coleta de frutas e outros vegetais do cerrado, sendo complementada pela caça. Posteriormente as primeiras levas humanas foram absorvidas e/ou dizimadas com a chegada de novos grupos à região, esses grupos já apresentavam morfologia craniana semelhante as dos atuais asiáticos. Eles desenvolveram as indústrias líticas e cerâmicas, além da prática da arte rupestre. Diversas são as evidências dessas manifestações culturais na região de Lagoa Santa, presentes  nos sítios arqueológicos da Lapa Vermelha, Cerca Grande e Sumidouro.
Os estudos em torno da morfologia craniana das antigas populações de Lagoa Santa, contribuíram de forma definitiva, para a crítica ao tradicional modelo explicativo da povoação do continente americano, baseada nos achados do sítio de Clóvis, New México/USA. A partir dos achados e constatações, surgiu a hipótese dos dois componentes biológicos, desenvolvida por Walter Neves, trazendo novas teorias a cerca do povoamento e ocupação humana nas Américas.
Entre 2001 e 2009,  mais pesquisas foram desenvolvidas na região, através do projeto Origens e Microevolução do Homem na América: Uma Abordagem Paleoantropológica, realizadas pelo Laboratório de Estudos Evolutivos da USP, sob coordenação do Prof. Walter Neves. Essas pesquisas ocorreram no sítio arqueológico da Lapa do Santo, na região arqueológica de Lagoa Santa, onde foram encontrados  26 sepultamentos humanos com datações que chegam até  8.800 anos atrás. Nesse mesmo sítio foi encontrado um petróglifo com datação em aproximadamente 10.500 anos, sendo esse o mais antigo grafismo rupestre encontrado até o presente momento no continente americano.
Dando sequência aos estudos, mais pesquisas foram realizadas no projeto Morte e vida na Lapa do Santo: uma biografia arqueológica do povo de Luzia, coordenado pelos pesquisadores André Strauss, do Museu de Arqueologia e Etnologia (MAE), e Rodrigo de Oliveira, do Instituto de Biociências. Escavações levaram à descoberta de 39 esqueletos humanos com idades entre 8 mil e 11 mil anos na Lapa do Santo em 2018. Os ossos revelam que os povos que viviam no local na altura eram complexos e tinham práticas funerárias elaboradas. De acordo com Strauss, todos os esqueletos tinham sinais de rituais mortuários — "alguns estavam queimados, outros pintados de vermelho e alguns combinavam crânios de crianças com corpos de adultos, ou dentes de uma pessoa com a arcada de outra". Os sinais mortuários variavam dependendo da idade arqueológica dos ossos, possivelmente indicando que a forma de tratar os corpos dos mortos foi mudando ao longo do tempo. De acordo com Strauss, isto é descoberta inédita na arqueologia brasileira.
Essas pesquisas estão revelando aspectos desconhecidos nas populações antigas da região, com foco em as suas práticas funerárias, que apresentam ao contrário do que se pensava, uma complexidade e variabilidade muito alta. Os estudos já renderam diversos achados de destaque, incluindo o caso mais antigo de decapitação encontrado até hoje nas Américas. Também estão sendo feitas importantes constatações  sobre o modo de vida, a dieta  e a saúde dessas populações.
As pesquisas na Lapa do Santo estão contribuindo de forma decisiva para se confirmar as antigas hipóteses sobre as populações de Lagoa Santa. Além disso estão abrindo novas possibilidades de interpretação dos achados, demonstrando que a complexidade e variabilidade cultural eram muito maiores do que se imaginavam. Possivelmente a região esteve ocupada por diferentes grupos em um mesmo momento, o que revela, que provavelmente não existia um povo de Luzia, mas sim vários “povos de Luzia”.

## Gruta da Lapinha
A Gruta da Lapinha é atração turística da cidade, fica a 48 km da praça 7, em Belo Horizonte e possui linha de ônibus que faz o percurso, Belo Horizonte-Lapinha, diariamente. Está localizada no Parque Estadual do Sumidouro. Compreende um bloco de pedra calcária formado há 600 milhões de anos. Tem 40 metros de profundidade e 511 de extensão. A composição é de barros e resíduos endurecidos do fundo do mar que foram acumulados em camadas sobrepostas. Seu interior apresenta ornamentações formadas de calcita cristalizada, e que em suas várias formas dão nomes aos salões: Salão de Entrada, Sala da Catarata, Sala da Couve-flor, Salão da Catedral, Sala das Pirâmides, Canto do Abajur, Sala dos Carneiros e Galeria do Presépio. Além disso a Gruta possui grande área verde em seu entorno.

### Paleontologia
A excelência da região calcária considerando o ambiente e o clima permitem a ocupação da região por uma fauna quaternária por volta de 25000 BP. Os animais da megafauna que habitaram a região foram o Megatério ou preguiça gigante, mastodontes, o tigre-dente-de-sabre, o gliptodonte e o toxodonte, entre outros.
O aparecimento desses fósseis atraiu o paleontólogo dinamarquês Peter Wilhelm Lund para desenvolver pesquisas nas grutas calcárias do vale do Rio das Velhas.
Esses achados fósseis descobertos por Lund contribuíram significativamente para os estudos de Charles Darwin sobre a teoria da evolução. A excelência do ambiente cársico para conservação dos fósseis permitiu encontrá-los em boas condições milhares de anos depois do desaparecimento dos animais.

### O Homem de Lagoa Santa
Ossadas humanas descobertas na região de Lagoa Santa estão desafiando as teorias a respeito da ocupação humana do continente americano por dois motivos. Primeiro, porque os fósseis encontrados são bem mais antigos do que as datas estabelecidas por essas teorias para a ocupação da América. Segundo, porque de acordo com o biólogo Walter Alves Neves, da USP, os humanos que habitavam essa região possuíam traços negróides, e não mongolóides do modo como são todos os povos indígenas americanos até então conhecidos.[carece de fontes?]
A ossada de uma mulher encontrada na gruta de Lapa Vermelha IV, em Lagoa Santa, ganhou o apelido de Luzia, dado por Walter Neves numa alusão ao fóssil Lucy, fêmea da espécie Australopithecus afarensis achada na Etiópia em 1974 (que tem 3,5 milhões de anos).
Luzia é o mais antigo esqueleto humano já encontrado nas Américas. Ela viveu há 12 500 anos atrás, sendo uma legítima representante do Homem de Lagoa Santa, como ficaram conhecidos pela ciência os humanos que habitaram a região no passado (Neves et al., 2007b).
O maior projeto de pesquisa do Brasil acontece em Pedro Leopoldo e é defendido por Walter Neves. Lagoa Santa por sua vez faz parte deste contexto sendo uma das cidades que se engloba neste projeto, ficando com o mérito da divulgação.

## Aeroporto Internacional Tancredo Neves
Construído na década de 1980, com área em torno de 15 milhões de m², tem capacidade para atender 5 milhões de passageiros por ano. Tem uma das mais modernas infra-estrutura do país, comparado aos melhores aeroportos do mundo, oferecendo excelentes espaços para realização de eventos. Na área do aeroporto também opera o centro de manutenção de aeronaves da Gol Linhas Aéreas. Fica a 38 km de Belo Horizonte, com acesso pela Linha Verde.
O Aeroporto Tancredo Neves foi o primeiro a ser homologado pela Receita para operar como aeroporto industrial. Empresas instaladas na área do aeroporto internacional terão suspensão de impostos federais sobre importações e exportações e também do Imposto sobre Circulação de Mercadorias e Serviços (ICMS) na compra de insumos no mercado interno. O objetivo do empreendimento é incentivar o crescimento do comércio exterior brasileiro e de Minas Gerais, aumentando a competitividade no mercado internacional e, consequentemente, as exportações.
Na época de sua construção, o aeroporto ficava inteiramente no município de Lagoa Santa. Atualmente, cerca de um terço do terreno do aeroporto permanece em Lagoa Santa, mas a maior parte está no município de Confins, desmembrado mais tarde.

## Unidades da Força Aérea Brasileira

### Fábrica de Aviões / Parque de Material Aeronáutico Lagoa Santa (PAMA-LS)
Em 1 de setembro de 1935 é lançada no município, com presença do então presidente Getúlio Vargas e das demais autoridades militares,  a pedra fundamental das instalações que serviriam ao que seria o primeiro núcleo para construção de aviões e hidroaviões no país. Essa data também marcou o primeiro pouso/decolagem de uma aeronave em Lagoa Santa, feito pelo WACO 108 da Armada.
Em 1936 foi montada a partir de um consórcio ítalo-germânico a Sociedade de Construções Aeronáuticas S/A, sendo que em 1940 o Ministério da Aviação e Obras Públicas celebrou o contrato de concessão para construção e operação da Fábrica de Aviões durante 15 anos. A construção se iniciou em 1940, tendo fim em meados de 1944,  período onde já passam a promover a montagem dos primeiro aeroplanos. A concessão definia que a fábrica produzisse 81 aviões T-6 , porem até 1947  apenas 19 aeronaves haviam sido montadas.  Em vista da ineficiência e dos altos custos gerados o Ministério da Aeronáutica propôs em 1947 à justiça a rescisão do contrato e intervenção e ocupação da fábrica, o que acontece de fato em 1 de outubro de 1949.  Em 1951 sob administração do Governo Federal foram produzidos os últimos exemplares dos 81 aviões T-6 encomendados. Em 28 de Janeiro de 1954 é criado pelo decreto n.34984 o Núcleo do Parque Aeronáutico de Lagoa Santa, que vinte anos depois através do decreto n.74102 viria ascender à Parque de Material Aeronáutico de Lagoa Santa (PAMA-LS). Atualmente o Parque de Material Aeronáutico de Lagoa Santa (PAMA-LS), é o responsável pela manutenção da frota da Força Aérea Brasileira. Todos os anos são promovidos pela Aeronáutica em Lagoa Santa, eventos abertos à população, em comemoração ao Dia do Aviador e Dia da Força Aérea.

### Centro de Instrução e Adaptação da Aeronáutica em Lagoa Santa
No município está localizado o Centro de Instrução e Adaptação da Aeronáutica em Lagoa Santa (CIAAR), responsável pela formação de oficiais da Força Aérea Brasileira. Estima-se que a partir de janeiro de 2019, passem a trabalhar no local, ao redor de 600 instrutores e funcionários, além de turmas de aproximadamente outros 600 alunos, por período de curso. Trata-se do mais avançado, em termos de construção e instalações, Centro da Aeronáutica no Brasil, contando com captação de água pluvial até mesmo edifícios inteligentemente construídos.

## Área de Proteção Ambiental Carste de Lagoa Santa
Criada através do Decreto Federal de Nº 98881/90, a Área de Proteção Ambiental Carste de Lagoa Santa é Unidade de Conservação de uso sustentável. Tem o objetivo de garantir a conservação do conjunto paisagístico e da cultura regional, proteger as cavernas e demais formações cársticas, sítios arqueológicos e paleontológicos, a vegetação e a fauna. A criação da APA possibilitou a elaboração do Plano de Manejo visando o ordenamento para o uso racional dos recursos naturais nesta região. Dentro dos limites desta área todo empreeendimento de significativo impacto ambiental, estará sujeito a licenciamento, obedecendo ao Plano de Manejo, cujo zoneamento estabelece os tipos de uso permitidos e não permitidos e ainda à legislação específica que trata sobre essas áreas. O órgão ambiental gestor da APA é o ICMBIO - Instituto Chico Mendes para a Biodiversidade, e  apesar de não ser ele, via de regra, o órgão licenciador, acaba intervindo necessariamente nos processos de licenciamento de empreendimentos na região. Portanto o desenvolvimento  deverá acontecer de forma planejada, dentro dos princípios da sustentabilidade ambiental.

## Turismo
A cidade de Lagoa Santa apresenta rico Patrimônio Natural, Histórico e Arqueológico e conta com diversidade de movimentos e atividades artísticas e culturais. Com localização próxima da capital mineira e do Aeroporto Internacional de Confins a cidade é opção turística para quem deseja desfrutar de lazer, história, natureza e cultura. Lagoa Santa integra o circuito turístico das Grutas e a Associação das Cidades Históricas de Minas Gerais, contando com atividades turísticas desenvolvidas e oferecidas no município. Dentre os principais pontos turísticos se destacam: Lagoa Santa (incorretamente chamada de "Lagoa Central"), Cemitério Dr. Lund, Morro do Cruzeiro, Capela Nossa Senhora da Conceição, Capela Nossa Senhora do Rosário, Praça Dr. Lund (com o busto de Lund), Centro de Arqueologia Annette Laming Emperaire, réplica da "preguiça-gigante (na Estação Rodoviária), "paineiras" ("barrigudas") da Avenida Prefeito Joao Daher, Igreja Matriz de Nossa Senhora da Saúde, Parque Estadual do Sumidouro, Gruta da Lapinha, Museu Peter Lund e Museu Arqueológico da Lapinha (Castelinho).
Possui serviços de atendimento ao turista, contando com 20 meios de hospedagem que vão de grandes redes hoteleiras internacionais até pousadas de empreendedores locais. Estima-se que o município possua cerca de 2000 leitos.
Lagoa Santa conta com gastronomia variada, oferecendo ao turista cardápio diverso, que inclui pizzarias, churrascarias, cafés, comida mineira e comida japonesa, entre outros.
Pratos típicos da comida local são elaborados com ingredientes tradicionais como "arroz-vermelho", fubá, farinha de mandioca, cará, feijão-vermelho, "pequi", "ora-pro-nobis", "cansanção", "couve", galinha-caipira e carne de porco. Mas a tradição da culinária tradicional, de raízes portuguesa, paulista, indígena e africana, está se perdendo na modernidade.
A cidade se insere também na Associação do Circuito Turístico das Grutas e na Associação das Cidades Históricas de Minas Gerais, contando com uma série de atividades turísticas desenvolvidas e oferecidas no município. Dentre os principais pontos turísticos se destacam: Parque Estadual do Sumidouro, Gruta da Lapinha, Museu Peter Lund, Museu Arqueológico da Lapinha (Castelinho), Centro de Arqueologia Annette Laming Emperaire, Lagoa Santa, Cemitério Dr. Lund, Morro do Cruzeiro, Capela Nossa Senhora da Conceição, Capela Nossa Senhora do Rosário, Praça Dr. Lund (com o busto de Lund) e Igreja Matriz de Nossa Senhora da Saúde.

### Pontos Turísticos

#### Distrito da Lapinha
O distrito da Lapinha destaca-se tanto pelas belezas naturais, como as grutas e paredões, quanto pela diversidade cultural e artística, principal referência para as festas populares da região. A Gruta da Lapinha, descoberta por Peter Lund no século XIX constitui a porta de entrada para o Parque Estadual do Sumidouro, além de integrar a Rota das Grutas de Lund. A cultura, por sua vez, mostra-se viva através de manifestações como o Congado, o Candombe, a Folia de Reis, as Festas religiosas (Nossa Senhora do Rosário e festa do Divino) e a produção artesanal de doces e quitandas que compõe a Rota das Doceiras.

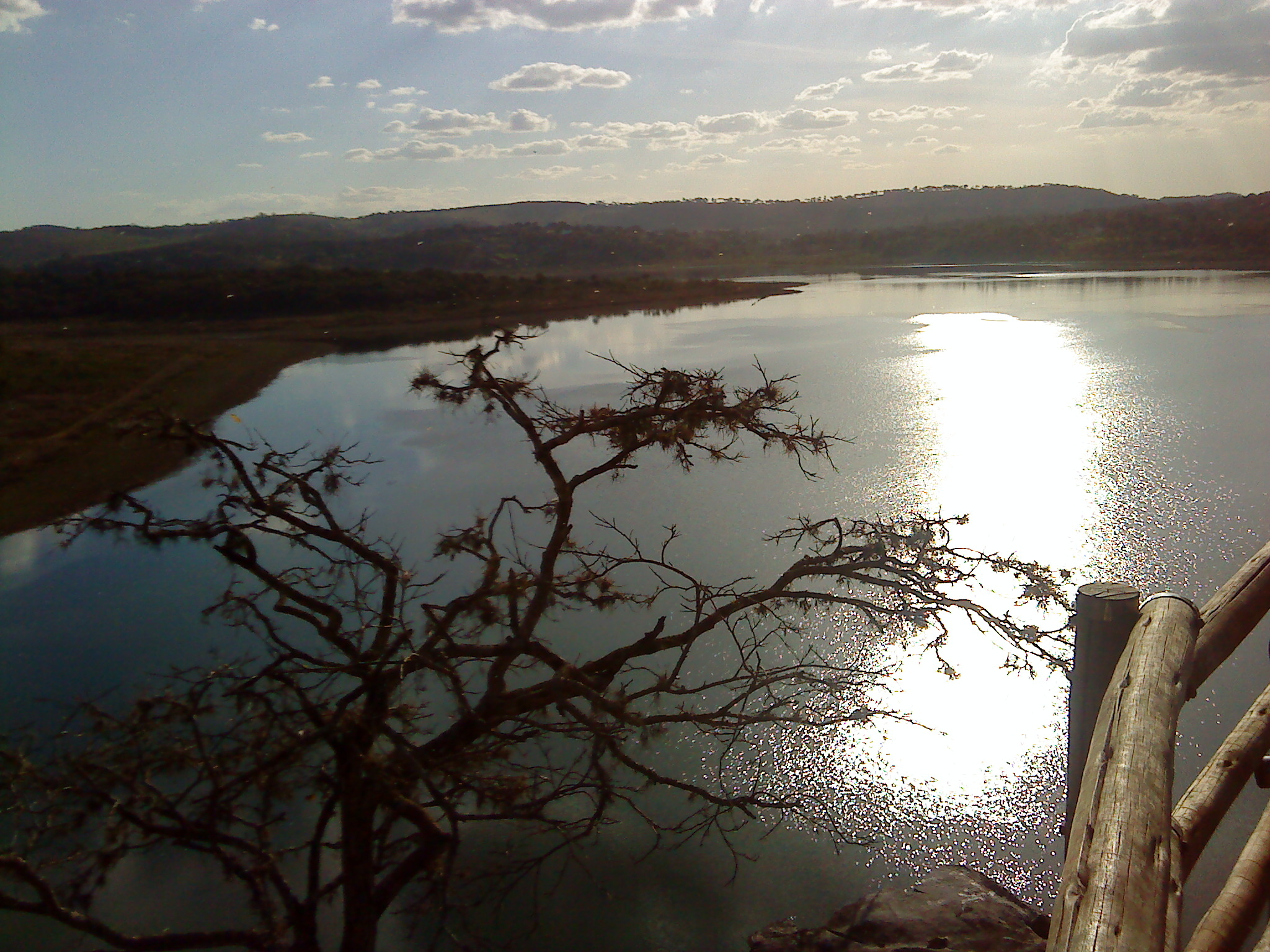
Parque Estadual do Sumidouro

#### Parque Estadual do Sumidouro
O Parque Estadual do Sumidouro foi criado no dia 3 de Janeiro de 1980, através do Decreto Estadual nº 20.375, alterado pelos Decretos nº 20.598, de 4 de junho de 1980, nº 44.935 de 3 de novembro de 2008 e definido através da Lei 19.998 de 29 de dezembro de 2011. Está situado nos municípios de Lagoa Santa e Pedro Leopoldo ao norte da região metropolitana de Belo Horizonte. Caracterizado como Unidade de Proteção Integral tem o objetivo principal de promover a preservação ambiental e cultural, possibilitando atividades de pesquisa, conservação, educação ambiental e turismo.

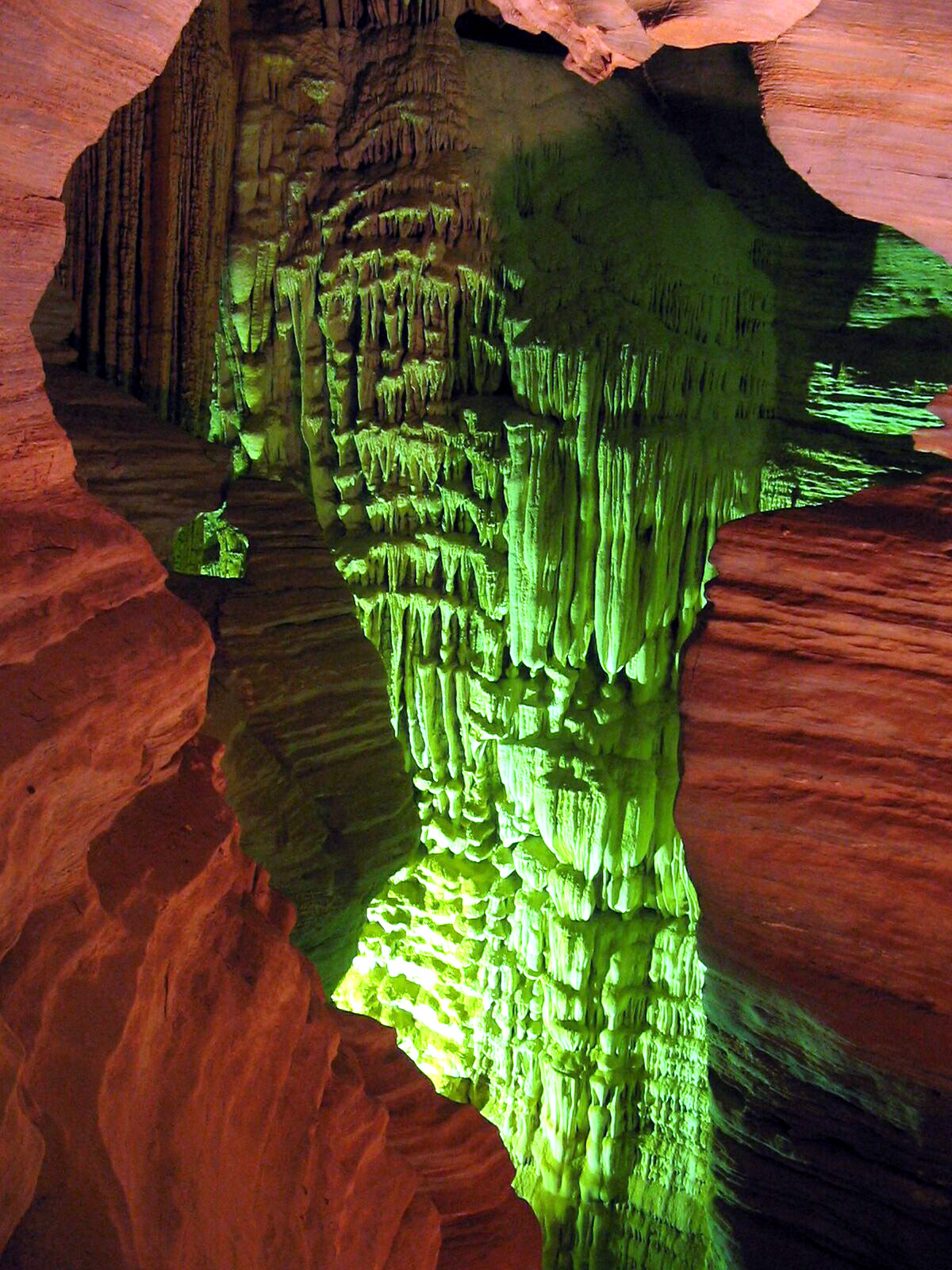
Gruta da Lapinha

O Parque Estadual do Sumidouro conta com diversos atrativos turísticos, entre eles a gruta da Lapinha, Museu Arqueológico da Lapinha, Museu Peter Lund e a Casa Fernão Dias. Além disso o Parque oferece também uma série de outras atividades ao ar livre, como escaladas e trilhas, onde é possível conhecer um pouco mais sobre o riquíssimo patrimônio natural, histórico, arqueológico da região.

##### Gruta da Lapinha
Descoberta em 1835 por Peter Lund, e eleita uma das 7 maravilhas da Estrada Real, a Gruta da Lapinha compõe o circuito turístico das grutas. Está localizada dentro do Parque Estadual do Sumidouro na Área de Proteção Ambiental da APA-Carste de Lagoa Santa, em um maciço calcário formado a cerca de 600 milhões de anos pelos restos de fundo de mar que cobriam toda a região da bacia do Rio das Velhas. A beleza dos grandes salões formados pela dissolução da rocha carbonática é adornada por belos espeleotemas de variadas formas. Com de extensão e de profundidade a gruta possui iluminação com tecnologia LEDs, que ajuda na diminuição da temperatura interna causando assim menor interferência no microclima local, além da valorização cênica do interior.

##### Museu Peter Lund
O Museu Peter Lund foi inaugurado em 2012, ele se insere dentro da Rota Lund e é um atrativo oferecido pelo Parque Estadual do Sumidouro. O museu se dedica à trajetória do naturalista Dinamarquês Peter Wilhelm Lund (1801-1880) e de seus estudos no século XIX. Lund realizou na região de Lagoa Santa  diversos estudos pioneiros, responsável pela descoberta de grande parte da Mega fauna extinta da região, e do famoso Homem de Lagoa Santa. O prédio de 1.850 mil metros quadrados e três andares possui: fósseis vindos do Museu de história Natural de Copenhague; sala multiúso; salas com explicações sobre os Planos de Manejo do Parque e Espelológico; lanchonete/café e Eco Loja.

##### Museu Arqueológico da Lapinha (Castelinho)
Fundado em 1972 e organizado pelo autodidata húngaro Mihály Bányai. Localizado no Parque Estadual do Sumidouro o espaço oferece aos visitantes informações sobre a paleontologia e arqueologia. Caminhando por suas salas, o visitante pode- ver exemplares de animais em extinção e fósseis humanos de mais de 10 mil anos, como o conhecido Homem de Lagoa Santa.São mais de 2600 peças, entre ossadas de animais, fósseis, crânios e outros ossos humanos, além de uma série de objetos dos homens pré-históricos.

#### Centro Arqueologia Annette Laming Emperaire (CAALE)
Centro Arqueologia Annette Laming Emperaire (CAALE),  teve sua fundação em 1983. O CAALE desenvolve e coordena política de proteção do patrimônio arqueológico, assim como divulga a pré-história regional no programa de Educação Patrimonial. A instituição conta com a Reserva Técnica  Professor Heinz Charles Kohler, onde faz a salvaguarda de material arqueológico procedentes da pesquisa no Estado de Minas Gerais. Disponibilizando seu acervo para  pesquisadores, e divulgando o mesmo através de exposições. Dispõe de exposição permanente, e atende a demandas para realizar exposições itinerantes e palestras a nível regional. O CAALE tem um caráter de museu, que se consolidou como um local voltado para divulgação e preservação da arqueologia regional. O acervo da instituição é significativo, disponibilizando experiência de conhecimento enriquecedora, voltada para compreensão da pré-história e das antigas ocupações humanas na região de Lagoa Santa.

#### Lagoa Santa
Formada aproximadamente há 6000 anos pelo deslizamento de terras causado por chuvas torrenciais a Lagoa Santa é o símbolo e onde se desenvolve a formação da cidade de Lagoa Santa, famosa por sua beleza natural e pelas curas aqui registradas e relatadas desde o século XVIII.
Foi ocupada inicialmente em 1733 por Felipe Rodrigues, que se estabeleceu no entorno da Lagoa Santa, desenvolvendo ali o cultivo de cereais, cana-de-açúcar e um pequeno engenho para produção de aguardente. Felipe Rodrigues foi o primeiro a relatar o poder curativo de suas águas, depois divulgado pelo Cirurgião João Cardoso de Miranda no livreto Prodigiosa Lagoa em 1749 e também pelo médico italiano Dr. Cialli. Desde então a cidade de Lagoa Santa se dá e se desenvolve em torno da Lagoa Santa e de seus mitos. A Lagoa foi tombada como Patrimônio Histórico e Paisagístico, em 2001, em âmbito municipal, pelo Decreto n.o 234.

A Lagoa Santafoi ponto de fuga da elite da Capital Mineira a partir dos anos 1950, época em que surgem diversas casas de campo em seu entorno. Nos início dos anos 1970, foi criada praia artificial em sua orla, o que atraiu diversos turistas para o local, esse movimento durou alguns anos, tendo fim na década de 1980 com a emergência de nova consciência ambiental.
Devido à sua beleza cênica e importância histórica, é reconhecida culturalmente e encanta os moradores e turistas que visitam a cidade. Atualmente, a orla da Lagoa Santaé espaço para o lazer e entretenimento de moradores e visitantes, proporcionando excelentes passeios ciclísticos, caminhadas e prática de esportes ao longo dos seus 6.300 metros de margem. Abriga em seu entorno o Iate Clube, outro ponto turístico do município, e gastronomia diversificada, através dos diversos bares e restaurantes ao longo de sua extensão. O maior ponto de atração dentro da área urbana de Lagoa Santa ainda oferece deslumbrante vista do pôr-do-sol.

#### Cemitério Dr. Lund
Monumento dedicado ao pai da Paleontologia Brasileira, Peter W Lund, o túmulo Dr. Lund foi construído num local escolhido pelo próprio naturalista para abrigar seus restos mortais e de seus colaboradores Peter Andreas Brandt,  Wilhelm Behrens e Johann Rudolph Muller. Lund registrou seu desejo de ser sepultado à sombra de um pequizeiro, num local aprazível onde costumava fazer suas leituras.  O local ainda mantém o mesmo pequizeiro, e em  1935 foi erguido, por iniciativa da Academia Mineira de Letras, um monumento a Peter Lund e a Eugene Warming, botânico que, a convite do  paleontólogo, também residiu em Lagoa Santa estudando o cerrado da região,que deu origem ao primeiro livro de Fitoecologia. O destaque do local são o busto de Lund, Homenagem da Academia  Mineira de Letras  esculpido pelo artista Antonio de Matos,  e o de Eugene  Warming considerado o Pai da ecologia mundial.

#### Morro do Cruzeiro
Um dos pontos mais altos da cidade, é constituído por um espaço de lazer com playground, academia livre e anfiteatro, além de um mirante com uma bela vista, de onde é possível contemplar a Lagoa Santa, as serras que circundam a região e parte de Belo Horizonte. O cruzeiro existente na praça deu nome à região, que é uma das mais antigas da cidade. É também na praça que se localiza a capela de Nossa Senhora da Conceição, construída no final do século XIX, sendo  um importante marco cultural da época tombado pelo município em 2001.

##### Capela Nossa Senhora da Conceição
Situada na Praça Efigênia Guimarães no Morro do Cruzeiro, a Capela de Nossa Senhora da Conceição foi erigida no final do século XIX e representa um importante marco cultural da época. Unindo a proximidade construtiva com os princípios neoclássicos e planta tradicional das capelas mineiras primitivas, é composta por nave, capela-mor e sacristia lateral esquerda.

#### Praça Dr. Lund
Uma das principais referências da cidade, a praça apresenta o busto de Peter Lund; em seu entorno localiza-se a Escola Municipal Dr. Lund (construída no local onde fora a residência de Peter Lund) e a igreja Matriz de Nossa Senhora da Saúde, construída em 1819.

#### Igreja Matriz de Nossa Senhora da Saúde
A  primeira Igreja Matriz de Lagoa Santa foi construída no ano de 1819. Nos anos 1960, a Igreja foi demolida e em seu lugar erigida outra edificação religiosa, com características modernas. A Igreja Matriz é um marco na história de Lagoa Santa, com sua moderníssima estrutura de concreto armado, o Santuário da Padroeira recebe anualmente milhares de fiéis que vem em busca de milagres, para cura de seus males físicos e espirituais. Além disso, a Igreja é símbolo da religiosidade da cidade. As festividades religiosas da Padroeira - com novenas, barraquinhas, jogos, parque de diversão, shows e leilões – realizam-se entre os dias 06 a 15 de agosto, anualmente.

#### Capela Nossa Senhora do Rosário
Construída no início do século XIX, a capela do Rosário é capela de grande beleza arquitetônica que possui características típicas remanescentes do século XVIII. A capela foi construída  originalmente por escravos auxiliados pelos senhores de terra da região, que tinham o interesse em separar os espaços de cultos religiosos entre brancos e negros. No teto da capela há o desenho de face da meia-lua e de estrela de oito pontas. Esses dois símbolos representam tanto a construção da capela no período noturno como a sua utilização neste mesmo período, haja vista que o período diurno destinava-se exclusivamente às tarefas do trabalho forçado, restando-lhes apenas a disponibilidade do período noturno, após o expediente obrigatório da escravidão. Assim, representa um grandioso simbolismo para a percepção da lógica escravista em Minas Gerais.
A Capela também é palco de festas tradicionais da cidade como a Festa do Divino, que ocorre em maio e em junho, e os festejos de Nossa Senhora do Rosário, protetora dos negros e escravos, no mês de outubro. Tombada como patrimônio cultural através do Decreto n° 234/2001, a capela representa um dos mais importantes bens históricos da cidade de Lagoa Santa.

#### Capela de Nossa Senhora de Sant'ana
A capela de Sant’ana se situa na fazenda fidalgo, região diretamente ligada ao início da colonização de Minas Gerais. A ocupação da região da fazenda fidalgo segundo registros se inicia antes de 1728 pelo capitão João Ferreira dos Santos, este teria transferido a posse de suas terras para Manuel Seixeas Pinto. A edificação da Capela de Sant’ana data de 1745, relatada nos documentos de escritura da fazenda fidalgo, tendo sido promovida por seu proprietário Manuel Seixas Pinto por sua própria vontade. A capela é um dos bens de grande importância histórica e cultural para região, tendo sido tombada por meio do decreto municipal n°846, de 9 de julho de 2008.

### Manifestações Culturais

#### Corporação Musical Banda Santa Cecília
Fundada em 1842 por Peter Lund, a Banda Santa Cecília é um importante patrimônio de Lagoa Santa. Ela se apresenta nas festas religiosas do município, eventos cívicos e em especial nas comemorações alusivas a Dr. Lund. Desta forma, a Banda Santa Cecília vem conseguindo, ao longo dos anos, manter viva a memória musical de Lagoa Santa.

#### Corporação Musical Lira Nossa Senhora da Saúde
Associação Musical Lira Nossa Senhora da Saúde foi fundada em 20 de agosto de 1959. É entidade sem fins lucrativos, com finalidade do desenvolvimento musical, artístico e cultural do município. Promove também excursões de caráter educativo e cultural com o objetivo de difundir a ordem e a disciplina, bem como desenvolver o interesse pela arte. Atualmente é presidida pelo senhor Dely Machado e tem como maestro o senhor Demétrius Nogueira Lemos.

#### Rota das Doceiras - Lapinha
A produção dos doces e quitandas artesanais do distrito da Lapinha em Lagoa Santa é tradição que desde o início do século XX, atende ao público turístico da Gruta da Lapinha e região. A rota das Doceiras é um projeto desenvolvido em 2017 onde o modo de produção artesanal de doces e quitandas da Lapinha foi registrado pelo Conselho Municipal de Cultura e Patrimônio Histórico – COMCEPH como Patrimônio imaterial do município de Lagoa Santa.  

A rota permite visitar as doceiras , e assim conhecer e saborear um pouco da produção artesanal dos doces e quitandas da região. Ela representa iniciativa de preservação e resgate das raízes e tradições da região, contribuindo de forma efetiva para perpetuação da prática centenária de produção artesanal de doces e quitandas do distrito da Lapinha.

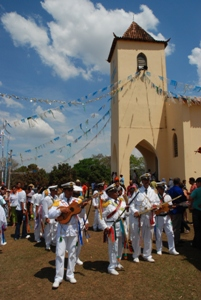
Guarda de Congo de Nossa Senhora do Rosário - Lapinha

#### Congado
Em Minas Gerais, o Congado está ligado à figura lendária de Chico-Rei, que teria sido o fundador, no século XVIII, da Irmandade de Nossa Senhora do Rosário, assim como da igreja dedicada à santa existente em Ouro Preto. O congado mistura elementos da cultura negra (danças, ritmo e instrumentos de origem africana) com representações inspiradas na tradição católica (como a simulação das lutas entre mouros e católicos, no período medieval e o hasteamento de bandeiras com a imagem dos santos de devoção da cultura negra, como Santa Efigênia, São Benedito e de Nossa Senhora do Rosário). Outro importante componente do Congado é a coroação do Rei e da Rainha (performance que remonta à lenda de Chico-Rei), que são escolhidos entre os membros atuantes anualmente.
Geralmente as festas de Louvor à Santa do Rosário seguem linha similar estruturada em: preparação, novenas, levantamento de mastros, alvorada, tirada dos reis, almoço, procissão, missa conga, danças de combate e descida dos mastros. Dentro dessa estrutura há um dia de festividade que é público,  onde a guarda de honra, recebe outras guardas convidadas assim como a comunidade em geral. Esse dia é o dia de confirmação da lealdade, formação e fortalecimento das alianças, onde se apresentam a todos os presentes as manifestações vivas da fé presente na guarda. Essa é a base sob a qual se desenvolvem as festas, tendo variações de acordo com o mandamento de cada grupo.
Em Lagoa Santa, cidade que historicamente teve presença de populações escravas, essa importante manifestação cultural em louvor a Nossa Senhora do Rosário assumiu papel de destaque, sendo relatada inclusive por viajantes que por aqui passaram no Séc. XIX, a exemplo de Hermann Burmeister.
Se em séculos passados as congadas e o seus louvores a Nossa Senhora do Rosário representaram uma das mais fortes e expressivas formas de manifestação sociorreligiosa de Lagoa Santa, no cenário contemporâneo, mesmo com alterações ao longo do tempo elas continuam vivas.  Hoje no município esse traço cultural tem como referência o Moçambique de Santana do bairro da Várzea e a Guarda de Congo de Nossa Senhora do Rosário da Lapinha.

#### Candombe
Reconhecido como patrimônio imaterial da humanidade, o Candombe é manifestação religiosa de origem negra, assim como o Congado e o Moçambique. Assim como as outras manifestações, tem sua origem em narrativa mítica, que possui variações de acordo com o local onde é contado, embora as histórias sejam bastante parecidas.
O Candombe toma os tambus (tambores) como elemento central de sua manifestação, pois eles representam a comunicação com o mundo sobrenatural. As danças assim são marcadas pelo ritmo dos tambus (tambores), com presença de cantos executados em roda, prestando homenagem a Nossa Senhora do Rosário.
Em Lagoa Santa existem dois grupos de candombe: o Candombe de Nossa Senhora do Rosário da Várzea e o Candombe de Nossa Senhora do Rosário da Lapinha. O Candombe de Nossa Senhora do Rosário da Lapinha ficou fora de atividade por cerca de 30 anos, sendo reativado e integrado à Guarda de Nossa Senhora do Rosário da lapinha em 2006.

#### Folia de Reis
A folia de Reis representa uma  das formas de expressão do catolicismo popular, ela esta diretamente ligada aos festejos de nascimento de Cristo, se desenvolvendo em torno da viagem dos três Reis Magos e na louvação e culto ao menino Jesus. A celebração assim se vincula diretamente a cena natalina, tomando o presépio como um dos principais elementos de representação.
A estrutura do giro pode variar bastante de acordo com o grupo, mas basicamente se desenvolvem em uma seqüência de chegada, marcada por cantos específicos para abertura da porta. Com a abertura da porta a bandeira fica em posse do dono da casa, dando início a uma sessão cerimonial prolongada, com a presença de cantorias. A bandeira percorre cada cômodo da casa retornando posteriormente para o presépio ou altar. Ocorre uma pausa para almoço, jantar ou lanche, sempre servido em banquete, retomando a cantoria pelos foliões logo após. Nesse ponto acontecem os agradecimentos pelo acolhimento, assim como pedido de esmolas e distribuição de bênçãos. Por fim a bandeira é beijada pelo dono(a) da casa retorna para a mão do foliões, que mais uma vez reiteram o agradecimento e encerramento da visita.
Em Lagoa Santa atualmente se encontram três grupos de Folia de Reis em atividade, esses são: Folia de São Sebastião do Campo Belo, da qual fazem parte a Folia de Santos Reis do bairro Nossa Senhora de Lourdes e a Folia de Santos Reis do bairro Palmital. Outros grupos de Folia como o dos bairros Campinho, Várzea e do distrito da Lapinha, já atuaram, mas se encontram atualmente parados. O grupo do bairro Santos Dumont também já esteve em atuação e foi transferido posteriormente para Vespasiano.

#### Pastorinhas
As pastorinhas do menino Jesus compõem outra manifestação vinculada ao ciclo natalino, sendo expressão que teve origem na Europa, e que é praticada desde a época medieval. Seu enredo diretamente ligado ao ciclo natalino leva como principal base a visita dos pastores com intuito de homenagear o menino Jesus. Na cidade de Lagoa Santa existem dois grupos de Pastorinhas, sendo um deles localizado no distrito da Lapinha e outro no bairro da Várzea. Porém atualmente apenas o grupo de pastorinhas da Várzea  idealizado e coordenado por Dona Romildes Batista se encontra em atividade.

#### Boi da Manta
Em Lagoa Santa, o Boi da Manta foi introduzido na comunidade no ano de 1998, por Gercino Alves, morador do bairro Várzea. O Boi da Manta já teve outras edições no passado, mas nos anos 1990 não havia mais nenhum praticante em atuação. A comemoração foi introduzida nas vésperas do carnaval e teve excelente aceitação entre os moradores locais. O Boi da Manta sai para as ruas no sábado de carnaval, geralmente na parte da tarde, atraindo os foliões. O Boi anda pelas ruas da área urbana de Lagoa Santa, acompanhado pelos músicos (percussionistas e cantores) e pelos demais personagens. As canções são estruturadas em jogos de improvisação: os percussionistas fazem perguntas e os músicos respondem por cantigas. Um aspecto burlesco do evento, muito apreciado pela comunidade, é a atuação das mulheres da pândega, pois elas correm pela multidão, procurando seus supostos maridos. As apresentações do Boi da Manta não ocorrem somente em fevereiro. Entre maio e junho, o boi costuma sair durante as festas do Divino, assim como na festa de São João.

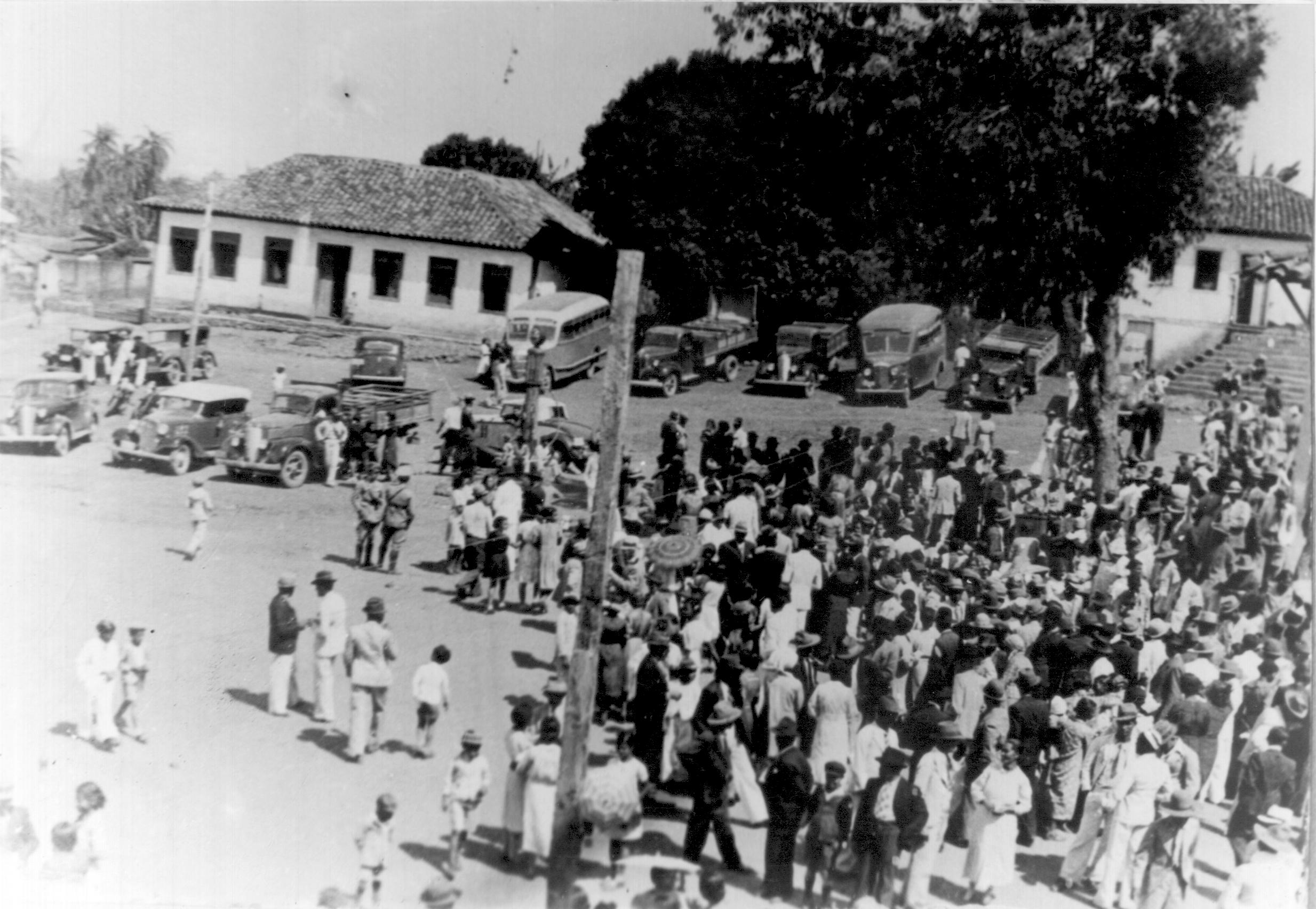
Festa de Agosto - 1930

### Eventos e Festividades

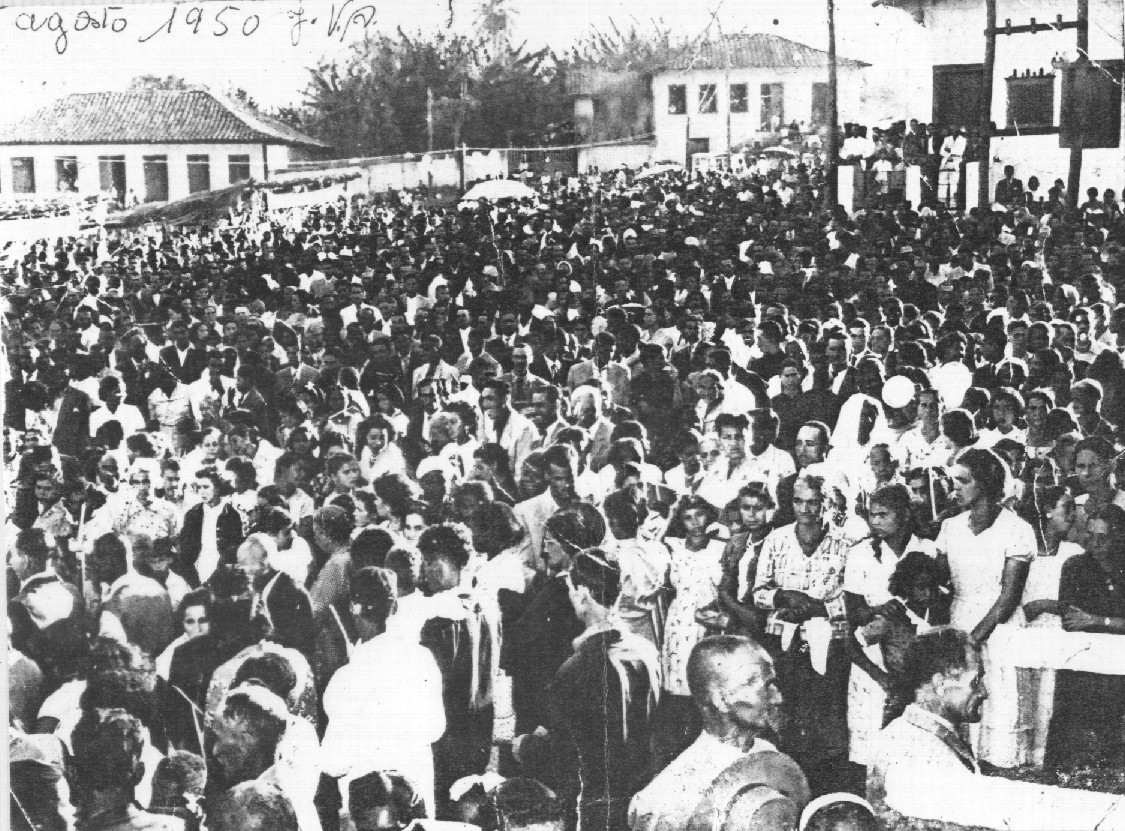
Festa de Agosto - 1950

#### Festa de Nossa Senhora da Saúde padroeira da Cidade - Festa de Agosto
A festa da padroeira da cidade de Lagoa Santa Nossa Senhora da Saúde também conhecida como a festa de agosto, é tradição que ocorre a muitos anos na cidade, tendo se iniciado em 1823. A festa ocorre na primeira quinzena do mês de agosto e é composta por diversos atrativos, com novenas, barraquinhas, jogos, parque de diversão, shows e leilões. São oferecidas diversas atrações para todos os gostos e idades, sendo tradição de quase 200 anos que anualmente reúne um grande  público, destacando os fieis  que vem no intuito de saudar a padroeira da Cidade.

#### Festa de Nossa Senhora da Conceição
A festa de Nossa Senhora da Conceição acontece no morro do cruzeiro em homenagem a padroeira da capela local. Essa festa segundo depoimentos ocorre aproximadamente há 100 anos, contando com novenas, missa, procissão, música, e leilão de animais. A novena se inicia no dia 24 de novembro, tendo início no dia 30 o tríduo festivo com ofício, missa e ladainha.

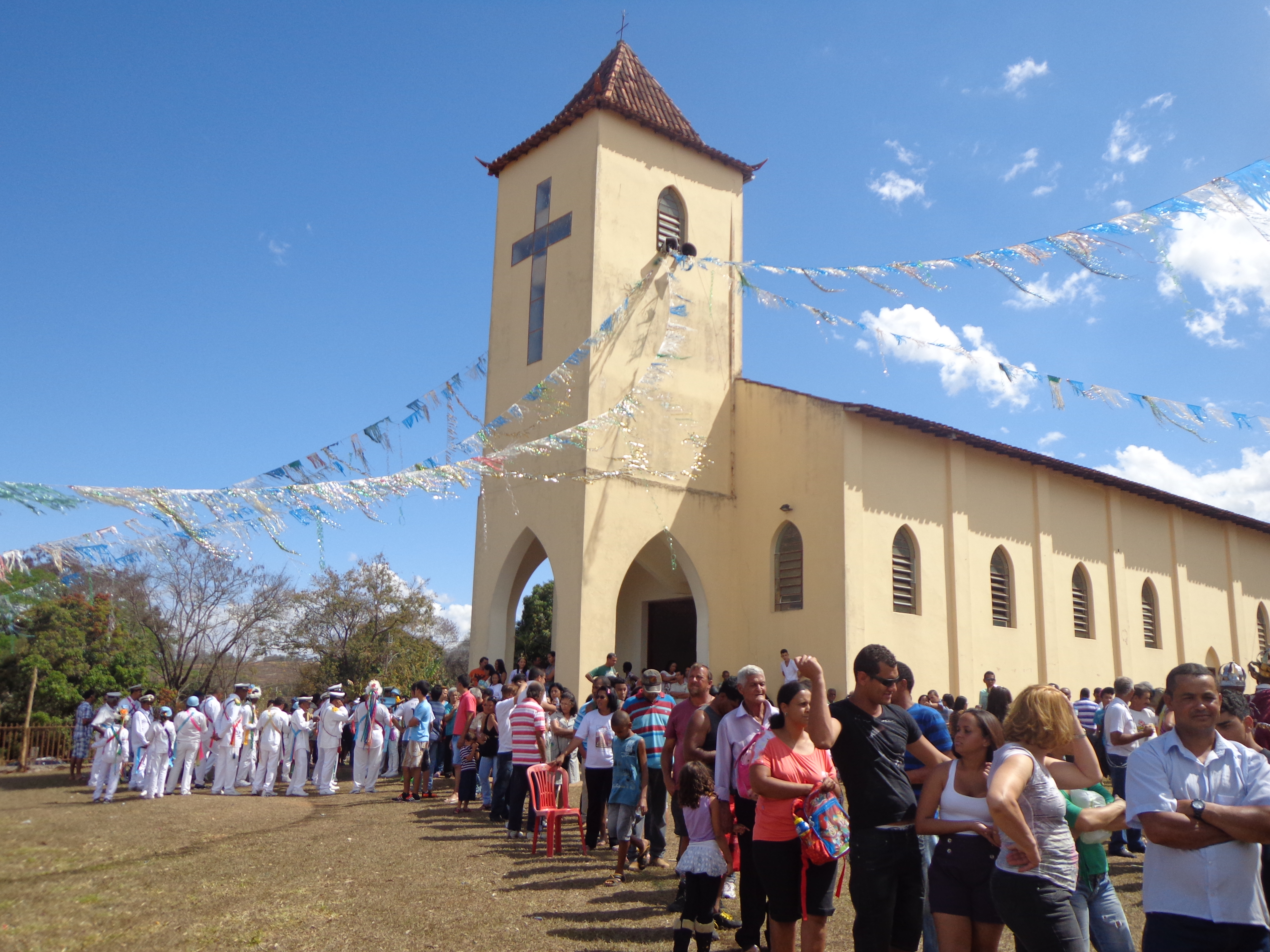
Festa de Nossa Senhora do Rosário - Distrito da Lapinha Lagoa Santa/MG

#### Festa de Nossa Senhora do Rosário
O ciclo do Rosário de Lagoa Santa tem início no mês de setembro, em várias localidades. Na segunda quinzena, a Guarda de Congo de Nossa Senhora do Rosário da Lapinha promove os seus festejos. O Moçambique de Santana celebra Nossa Senhora do Rosário no Centro . Por fim, ocorre a Festa de Nossa Senhora do Rosário no bairro Campinho; contudo, como não há guarda responsável pela festa, geralmente as demais guardas do município participam de sua realização.

#### Festival da Canção
A cidade de Lagoa Santa apresenta um forte cenário musical com presença de diversos grupos e artistas locais. O Festival da canção é um evento que foi criado pela Prefeitura Municipal de Lagoa Santa, por meio da Secretaria Municipal de Turismo e Cultura, com intuito de valorizar e estimular esse rico panorama musical da cidade, reconhecendo e valorizando os talentos musicais do município. O concurso se pauta na apreciação das mais diversas estéticas musicais, fomentando e potencializando a criação e produção musical da região, a ideia é contribuir com visibilidade de novos artistas,  estimulando a formação e difusão de novos talentos musicais.  

#### Festival de Cultura Regional
O Festival de Cultura Regional é iniciativa da Secretaria Municipal de Turismo e Cultura e traz como principal marca a diversidade cultural. O festival conta com grande diversidade de elementos e influências culturais tendo como fundamento o diálogo entre a tradição e inovação. Ele já conta com 8 edições realizadas, oferecendo diversas atividades em sua programação, como shows, apresentações de música e teatro, além de oficinas: fotografia, teatro, circo, contação de histórias. O intuito é estimular a interação entre os diversos artistas e compositores locais através do encontro entre as múltiplas expressões culturais, sejam elas tradicionais ou contemporâneas.

#### Feira de Artesanato da Orla da Lagoa
A feira de artesanato Lagoartessanta acontece todos os sábados das 9h às 17h, na Avenida Getulio Vargas e reúne inúmeros artesãos e artistas plásticos da cidade. A feira é iniciativa da Prefeitura Municipal de Lagoa Santa, através da Secretaria Municipal de Turismo e Cultura, em parceria com a Associação de Artesãos Lagoartessanta que busca valorizar a riqueza da diversidade das manifestações artísticas e culturais da cidade. Nela encontra-se variedade de produtos produzidos pelos artistas locais. A feira foi criada em maio de 2010 e tornou-se ótima opção de compras de produtos da diversidade cultural local.